# Schlammalter
Das Schlammalter ist ein Begriff aus der Klärtechnik. Er ist eine relevante Größe beim Betrieb einer Kläranlage und stellt die durchschnittliche Verweilzeit des Belebtschlammes in der Anlage dar.

## Grundlagen
Im Belebtverfahren werden üblicherweise organischer Kohlenstoff und Stickstoffverbindungen abgebaut und Phosphat reduziert. Dabei verstoffwechseln (veratmen) die Bakterien im Belebtschlamm den bioverfügbaren Kohlenstoff und binden ihn zum großen Teil durch Wachstum der Population. Diese haben als Einzeller eine hohe Vermehrungsrate. Nitrifizierende Bakterien wiederum sind zwar auch Einzeller, haben aber eine geringere Reproduktionsrate. Bei dem Belebtschlamm handelt es sich aber nicht um ein homogenes Gemisch dieser beiden Lebensformen, sondern um eine komplexe Biozönose, die auch über ein Jäger-Beute-Verhältnis verfügt. Jäger sind in diesem Fall zunehmend komplexer und benötigen daher eine längere Reproduktionszeit. Entsprechend verhält es sich bei dem Schlammwachstum wie folgt:
- Nach nur kurzer Zeit unter günstigen Bedingungen: Aufbau und Wachstum des BSB-abbauenden Schlammes
- Ab vier Tagen: Aufbau und Wachstum des nitrifizierenden Schlammes.
- Nach mehreren Tagen: Zunahme komplexerer Organismen, wie zum Beispiel Rädertierchen, die sich unter anderem vom Belebtschlamm ernähren.

Entsprechend gibt es ein sehr stark von der Temperatur abhängiges optimales Schlammalter, bei dem die gewünschten Organismen gedeihen, ohne dass deren Fressfeinde gezüchtet werden. Dieses stellt man ein, indem man in regelmäßigen Intervallen ausreichend Überschussschlamm abzieht und so unter anderem die Entwicklung komplexerer Organismen begrenzt.

## Berechnung
Das Schlammalter ist definiert als das Verhältnis der im Becken vorhandenen Bakterienmasse zur täglich im Überschussschlamm abgezogenen Bakterienmasse (Überschussschlamm). In nachfolgender Formel errechnet sich somit, wie lange theoretisch der Schlamm im System der Anlage bleibt, bevor er als Überschussschlamm aus dem System abgeführt wird.
{\displaystyle t_{TS}={\frac {V_{BB}\cdot TS_{BB}}{Q_{\text{ÜS,d}}\cdot TS_{\text{ÜS}}+Q_{d}\cdot X_{TS,AN}}}}
| {\displaystyle t_{TS}}          | Schlammalter                                | d     |
| {\displaystyle V_{BB}}          | Volumen des Belebungsbeckens                | m³    |
| {\displaystyle TS_{BB}}         | Trockensubstanzgehalt im Belebungsbecken    | kg/m³ |
| {\displaystyle TS_{\text{ÜS}}}  | Trockensubstanzgehalt im Überschussschlamm  | kg/m³ |
| {\displaystyle Q_{\text{ÜS,d}}} | Täglicher Überschussschlamm Abzug           | m³/d  |
| {\displaystyle X_{TS,AN}}       | Abfiltrierbare Stoffe im Ablauf Nachklärung | kg/m³ |
| {\displaystyle Q_{d}}           | Täglicher Abwasserzufluss /-abfluss         | m³/d  |

## Bedeutung
An sich wäre es für eine natürliche Biozönose wenig von Nachteil, wenn das Schlammalter hoch liegt. In der Kläranlage allerdings benötigen die höheren Organismen ebenfalls Sauerstoff für ihren Stoffwechsel, tragen aber selber nichts zur Klärwirkung bei. Von daher ist es für den Energieverbrauch von Vorteil, das Schlammalter niedrig zu halten, da weniger belüftet werden muss. Man sollte allerdings darauf achten, dass zum einen eine bestimmte Menge an Schlamm vorhanden ist und man sich bei der Schlammbelastung (Verhältnis BSB zu Trockensubstanz Belebtschlamm) in einem optimalen Rahmen bewegt. Zum anderen ist es nötig, dass der Schlamm ein ausreichendes Alter hat, so dass auch die Population an Nitrifikanten ausreichend hoch ist, um den Stickstoffabbau zu garantieren.
Ähnlich wie die Nitifikanten gibt es weitere Spezialisten, die in der Lage sind manche Spurenstoffe teilweise abzubauen, die ebenfalls ein höheres Schlammalter bevorzugen.